# Ansegisus (hofmeier)

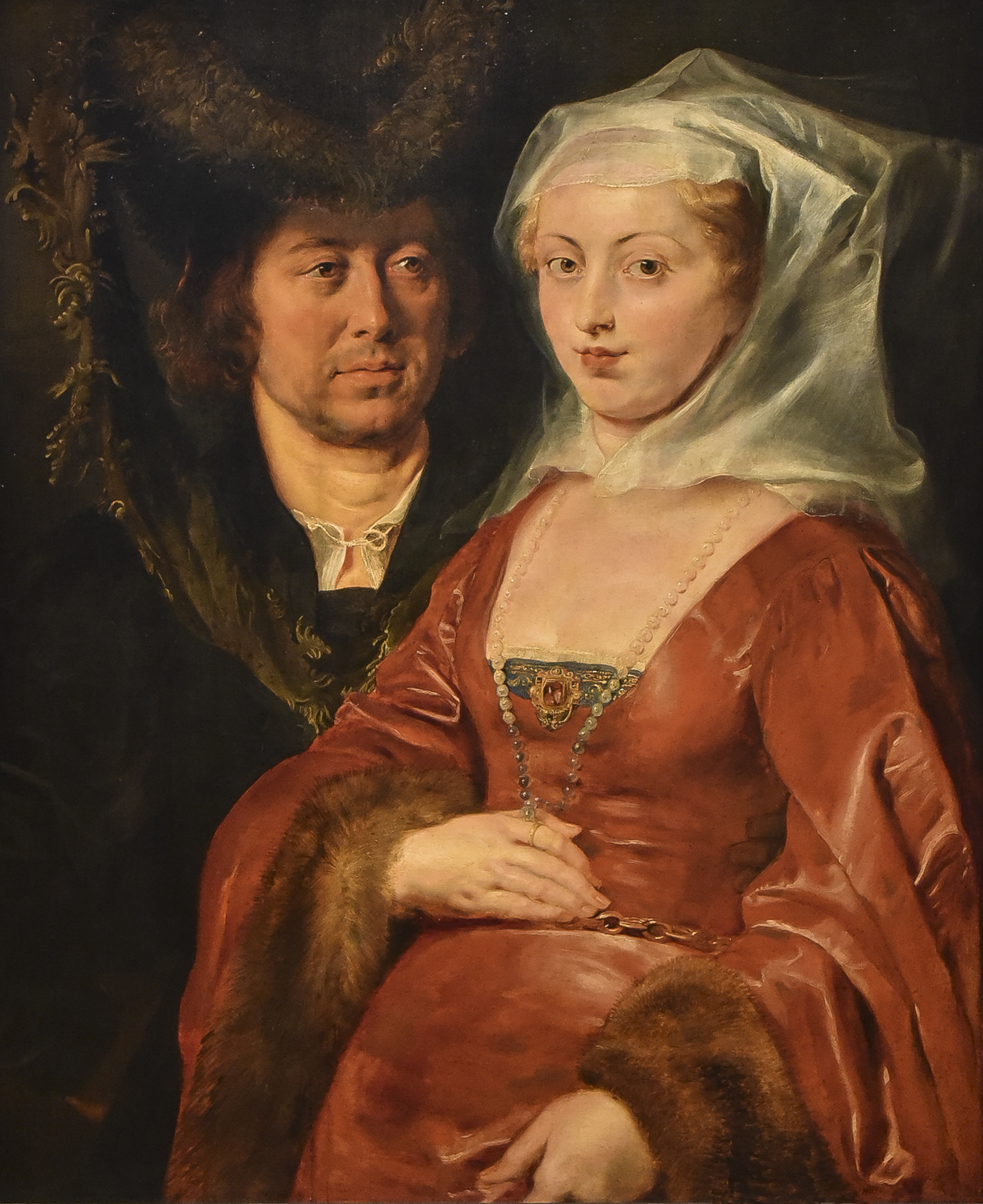
Ansegisus en Begga

Ansegisus (verlatijnst, oorspronkelijk Ansegisel) (ca. 610 - 662) was een Frankische hofmeier. Hij was een zoon van Arnulf van Metz en zijn vrouw Doda. 
In 633 werd de toen drie jaar oude Sigibert III koning van Austrasië. Een jaar later werd Ansegisus benoemd tot een van zijn opvoeders en waarschijnlijk kreeg hij toen ook het ambt van hofmeier, dat Pepijn van Landen moest neerleggen. Hij onderdrukte samen met Pepijn, Kunibert van Keulen, Bubo van Auvergne en Leuthar van Allemanië een opstand van de edelen Radulf en Fara. In 662 nam hij deel aan de mislukte staatsgreep van zijn zwager Grimoald I en werd daarbij gedood door Gundewin.
Rond 645 huwde hij met Begga, de dochter van Pepijn van Landen. Ze kregen de volgende kinderen:
- Pepijn van Herstal, (ca. 635-714), hofmeier van Austrasië, Neustrië en Bourgondië
- Clothildis van Herstal (ca. 650-699), gehuwd met koning Theuderik III van Neustrië, heilig verklaard